# Drujba, Ucraina
Drujba (în ucraineană Дружба, în traducere Prietenia), în trecut Hutir Mihailivski (în rusă Хутір-Михайлівський) este un oraș din regiunea Sumî, Ucraina.